# Ровная (Курганская область)
Ро́вная — село в Кетовском районе Курганской области, входит в Митинский сельсовет. Ранее село образовывало Ровненский сельсовет, будучи единственным населённым пунктом в его составе (до его упразднения).

## География
Село расположено в южной части района, расстояние до райцентра Кетово — 40 километров (по трассе), до Кургана (ближайший микрорайон Увал) — 35 километров (также по трассе). Населённый пункт находится в пределах лесостепной зоны.
Село раскинулось на обоих берегах реки Утяк среди прудов, образовавшихся на небольших притоках реки, и озёр, имеющихся в её долине. Сама река берёт начало в нескольких километрах к югу от села, принимая вскоре свой первый приток (правый) — речку Мелковку, которая вытекает из пруда Очаков.
Севернее Ровной, также на берегах реки Утяк — село Митино, через которое и проходит основная дорога, связывающая Ровную с внешним миром. Восточнее, у трассы «Курган — Половинное», на берегу округлого озера, стоит деревня Лиственная (Могильное). Севернее неё вдоль дороги протянулся пруд Барановский. Юго-восточнее Ровной, также в районе указанной трассы — озёра Зимино, Щупово, болото Бородинское. Юго-западнее населённого пункта, в верховьях речки Чернявой, находится село Обухово (Притобольный район). Западнее села Ровная отмечен исток речки Боровлянки, впадающей затем в Тобол.

## История

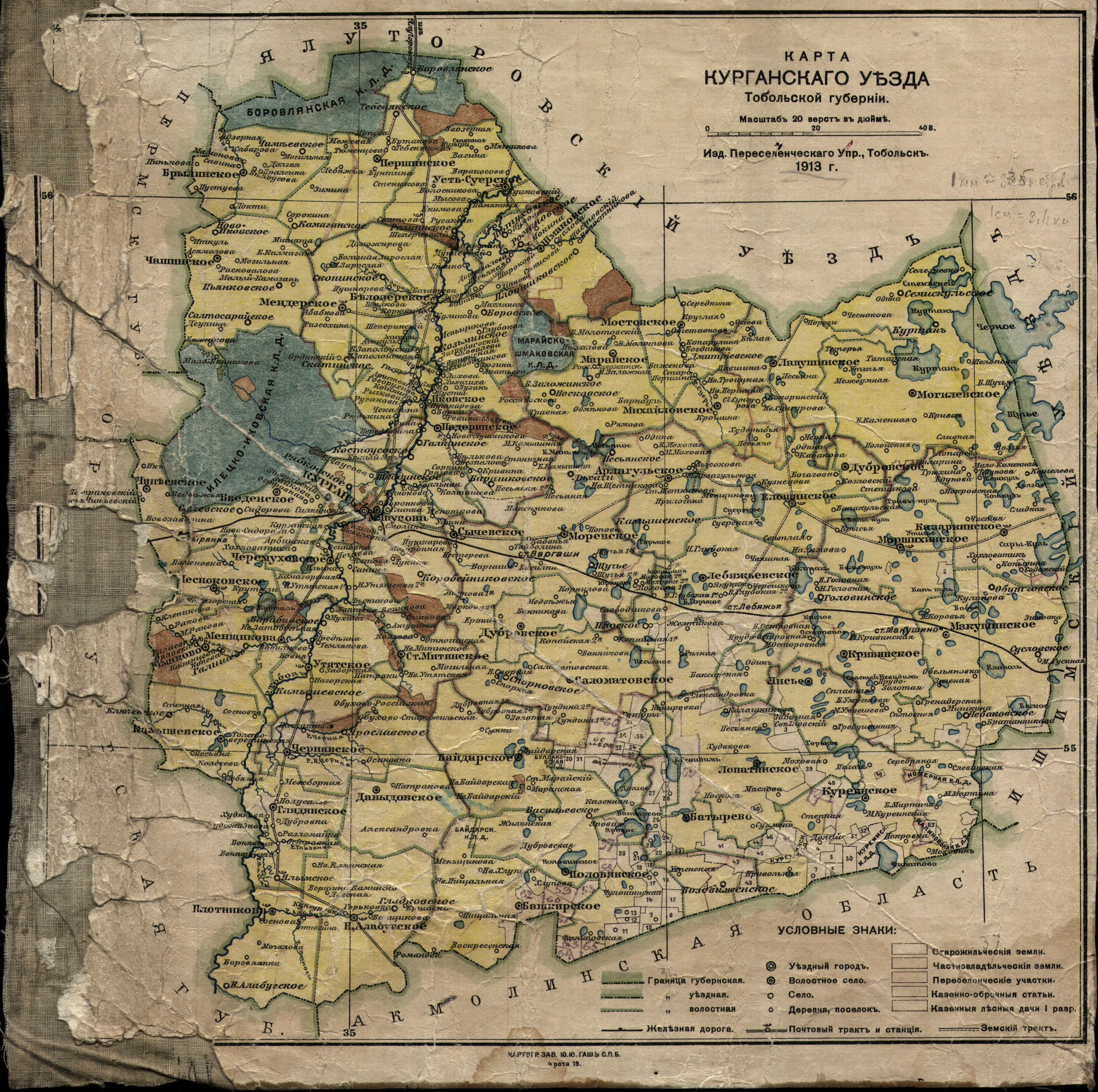
Курганский уезд в 1913 году.

По данным 1895 года, в Митинской волости Курганского уезда Тобольской губернии существовала деревня Патраки, в которой было 76 дворов и 406 жителей (192 мужчины и 214 женщин), из них 9 грамотных. Православных — 400 человек, принадлежали к приходу церкви в волостном центре, селе Старо-Митинском (современное Митино). В деревне были сапожник, портной и кузнец.
На переселенческой карте Курганского уезда, изданной в 1913 году в Тобольске, деревня Патраки располагается лишь на левом берегу реки Утяк, на правом, напротив неё, находится деревня Новая Утятская; очевидно, что со временем две деревни слились в один населённый пункт.
18 января 1935 года деревня Патраки 2-е в составе Митинского сельсовета вошла в Глядянский район Челябинской области. С 6 февраля 1943 года указанный район — в Курганской области.
В 1964 году Указом Президиума ВС РСФСР деревня Патраки 2 переименована в Ровную.
С 1 февраля 1963 года населённый пункт входил в Курганский сельский район, с 3 марта 1964 года — вновь в Глядянский сельский район, с 12 января 1965 года — в Кетовском районе (бывшем Курганском). В 1996 году село выделено из Митинского сельсовета: 26 октября (по другим данным — 23 августа) образован Ровненский (Ровенский) сельсовет. Законом Курганской области от 25 октября 2017 года № 88 Ровная как единственное село упразднённого этим же законом Ровненского сельсовета было включено в состав Митинского сельсовета.

## Население
| 1989 | 2002 | 2010 | 2012 | 2013 | 2014 | 2015 |
| ---- | ---- | ---- | ---- | ---- | ---- | ---- |
| 488  | ↗491 | ↘465 | ↗476 | ↗485 | ↗487 | ↘475 |
| 2016 | 2017 | 2018 |      |      |      |      |
| ↘472 | ↗473 | ↗476 |      |      |      |      |

По данным переписи 2002 года, в селе проживал 491 человек (233 мужчины и 258 женщин), 98 % населения составляли русские. По данным переписи 2010 года, основное население села по-прежнему составляли русские (455 человек), также проживали чеченцы и белорусы, национальность нескольких жителей не была указана.

## Улицы
- Булдак
- Зелёная
- Колхозная
- Просветская
- Российская
- Сиреневая
- Центральная
- Чигилевская[16]

## Инфраструктура
- 178 личных подсобных хозяйств.
- Ровненская начальная общеобразовательная школа.
- Фельдшерско-акушерский пункт.
- Ровненский сельский дом культуры.
- Ровненская сельская библиотека-филиал.
- 2 частных магазина.
- Сельхозпредприятия: СПК «Юбилейный» (55 работников), ЗАО «Картофель»[1].
- Спортивный зал.
- Спортивная площадка.
- Объект общественного питания[2].

## Уроженцы
- Демешкина, Анисья Михайловна — Герой Социалистического Труда.

## Комментарии
1. ↑  Порядковый номер — чтобы, видимо, отличать от деревни Патраки, находящейся южнее, ныне в составе Притобольного района. На карте Курганского уезда 1913 года это деревня Патракова. По некоторым данным, Патраковский 1-й сельсовет (с порядковым номером в названии) существовал в этой деревне до 1957 года.